# Keafélék
A keafélék (Nestoridae) a papagájalakúak (Psittaciformes) rendjébe sorolt bagolypapagáj-szerűek (Strigopoidea) öregcsaládjának egyik családja. Két neme közül a Nelepsittacus valamennyi faja kihalt. A kea (Nestor) nem négy fajából kettő ma is él, bár mindkettő fenyegetett.

## Rendszerezésük
- Keaformák (Nestorinae) alcsaládja
  -  Kea (Nestor) - 2 recens és 2 kiahalt faj
    - Parti kea vagy kaka (Nestor meridionalis)
    - Hegyi kea vagy kea (Nestor notabilis)
    - † Norfolki kea (Nestor productus)
    - † Chathami kea (Nestor chathamensis)

- - † Néleusz-papagáj (Nelepsittacus) - 3 faj (kihalt)
    - † Nagy Néleusz-papagáj (Nelepsittacus daphneleeae)
    - † Közép Néleusz-papagáj (Nelepsittacus donmertoni)
    - † Kis Néleusz-papagáj (Nelepsittacus minimus)

## Forrás
- Papagájok hivatalos magyar neve, természetvédelmi státusza és bejelentési kötelezettsége Magyarországon